# Ruta de Delaware 1A
La Ruta de Delaware 1A, y abreviada DE 1A (en inglés: Delaware Route 1A) es una carretera estatal estadounidense ubicada en el estado de Delaware. La carretera inicia en el sur desde la DE 1     en Dewey Beach hacia el norte en la DE 1     en Rehoboth Beach. La carretera tiene una longitud de 4,7 km (2.92 mi).

## Mantenimiento
Al igual que las autopistas interestatales, y las rutas federales y el resto de carreteras estatales, la Ruta de Delaware 1A es administrada y mantenida por el Departamento de Transporte de Delaware por sus siglas en inglés DelDOT.